# 真宗大谷派笠松別院
笠松別院（かさまつべついん）は、岐阜県羽島郡笠松町にある真宗大谷派の寺院（別院）である。別名「笠松東別院」。
笠松町には浄土真宗本願寺派の笠松別院（東本願寺笠松別院）もある。

## 沿革

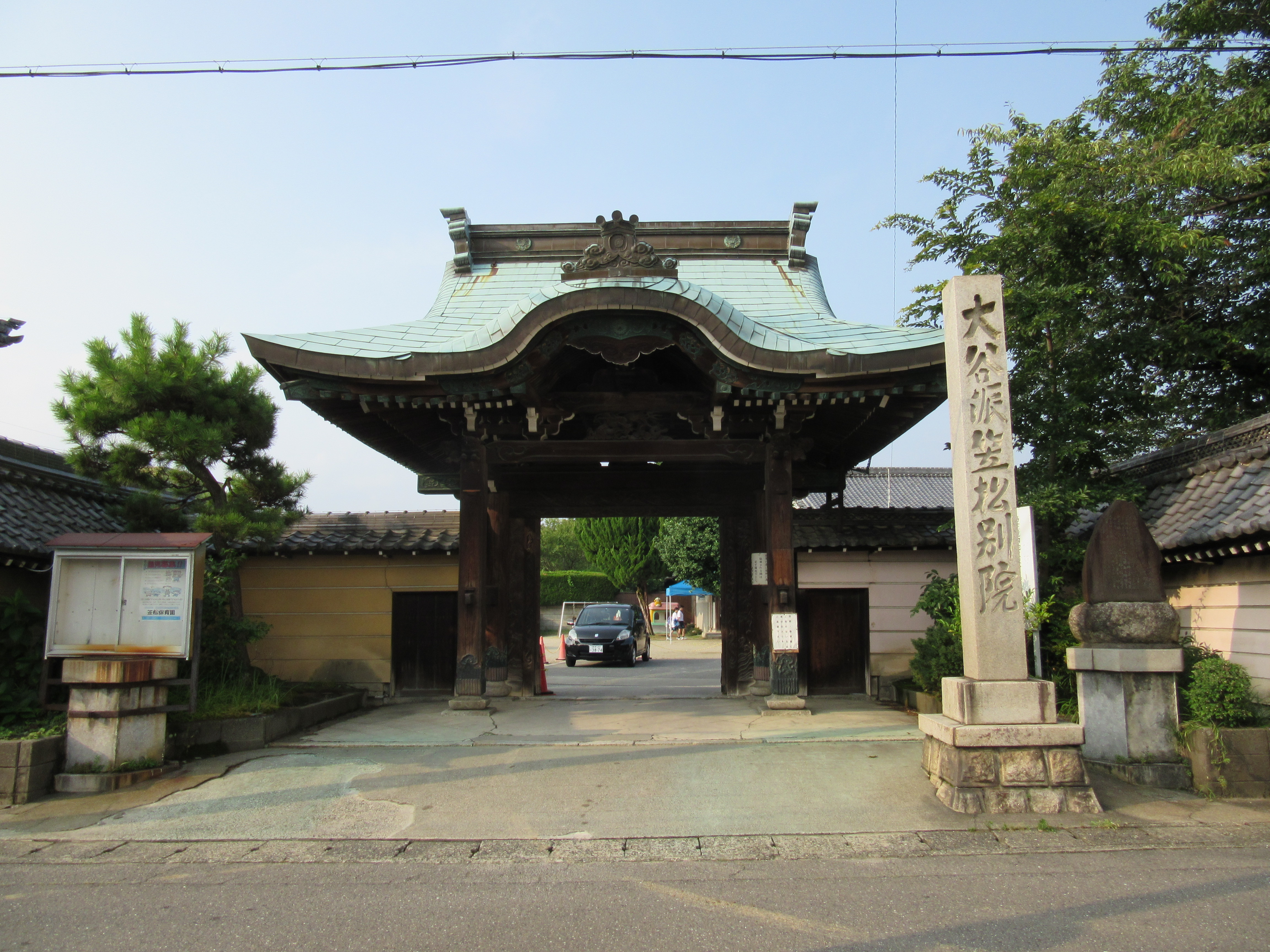
山門

1839年（天保10年）本山20代達如上人により、東本願寺掛所として建立される。1876年（明治9年）、東本願寺笠松別院（東別院）に改称する。
境内には、1878年（明治11年）に明治天皇が岐阜を巡幸された際に建てられた「御小憩御殿」が移築されたが、1891年（明治24年）の濃尾地震で他の建物とともに倒壊する。本堂などは順次再建された。「御小憩御殿」は破損が比較的少なかったこともあり、ほとんどの資材を再利用してそのまま再建され、庫裏の一部となっている。

## 境内
境内にはかつて存在した美濃笠松連台寺（東流廃寺）の心礎の石がある。この心礎は半分に割れており、半分が東本願寺笠松別院、半分が白髭神社に保管されていて、それぞれ笠松町指定文化財となっている。この心礎の石は、明治時代の初め、経蔵を建立するときに、信者が土台石にと寄進したものである。
保育園の経営に関与しており、隣接して「笠松保育園」がある。

## 交通アクセス
- 名鉄竹鼻線 西笠松駅より徒歩で約8分。